# Bisdom Cuernavaca
Het bisdom Cuernavaca (Latijn: Dioecesis Cuernavacensis) is een rooms-katholiek bisdom met als zetel Cuernavaca, hoofdstad van de Mexicaanse deelstaat Morelos. Het bisdom is suffragaan aan het aartsbisdom Toluca. 

## Geschiedenis
Het bisdom werd opgericht op 23 juni 1891, uit delen van het aartsbisdom Mexico, en was suffragaan aan het aartsbisdom Mexico. Op 28 september 2019 wisselde het van kerkprovincie en werd suffragaan aan het nieuw verheven aartsbisdom Toluca.

## Parochies
Het bisdom had in 2021 een oppervlakte van 4.893 km2 en telde 1.971.520 inwoners waarvan 71,0% rooms-katholiek was.

## Bisschoppen
- Fortino Hipólito Vera y Talonia (3 juli 1894 - 22 september 1898)
- Francisco Plancarte y Navarrete (28 november 1898 - 27 november 1911)
- Manuel Fulcheri y Pietrasanta (6 mei 1912 - 21 april 1922)
- Francisco Uranga y Sáenz (21 april 1922 - 8 juli 1930)
- Francisco María González y Arias (30 januari 1931 - 20 augustus 1946)
- Alfonso Espino y Silva (2 augustus 1947 - 15 mei 1951)
- Sergio Méndez Arceo (11 maart 1952 - 28 december 1982)
- Juan Jesús Posadas Ocampo (28 december 1982 - 15 mei 1987)
- Luis Reynoso Cervantes (17 augustus 1987 - 20 december 2000)
- Florencio Olvera Ochoa (22 februari 2002 - 10 juli 2009)
- Alfonso Cortés Contreras (10 juli 2009 - 22 december 2012)
- Ramón Castro Castro (15 mei 2013 - heden)

Toluca (aartsbisdom) · Atlacomulco · Cuernavaca · Tenancingo